# Just Dance 2016
Pour les articles homonymes, voir Just Dance.
Just Dance 2016 est un jeu vidéo de rythme développé par Ubisoft Paris et édité par Ubisoft, commercialisé en octobre 2015 sur les consoles Wii, Wii U, PlayStation 3, PlayStation 4, Xbox 360 et Xbox One. Il s'agit du septième volet principal de la série Just Dance.

## Description du jeu
Comme dans les précédentes opus, les joueurs doivent imiter le coach de l'écran pour une chanson choisie, marquant des points en fonction de leur exactitude. L'objectif de Just Dance est de danser, en suivant les mouvements des danseurs (on peut aussi s'aider des pictogrammes permettant de prévisualiser les mouvements).
La détection des mouvements se fait :
- grâce à la Wiimote sur Wii,
- grâce à la Kinect sur Xbox,
- grâce à la PlayStation Camera sur PS4,
- grâce à la PlayStation Move sur PS3, PS4,
- grâce au paire de Joy-Con détachés de la console sur Nintendo Switch,
- grâce à son smartphone sur PC, PS4, PS5, Xbox 360, Xbox One, Xbox Series et Wii U.

### But du jeu
Le but du jeu est de gagner le plus d'étoiles.
Le jeu est composé de plusieurs catégories de points :
- X (Croix rouge) : Vous avez raté un mouvement.
- OK : Vous n'avez pas fait comme il faut le mouvement.
- GOOD : Votre rythme de danse est bien rythmé.
- SUPER : Vous êtes à la pointe de la perfection.
- PERFECT : Votre rythme de danse est parfait continuez comme ça.
- YEAH : Vous avez réussi parfaitement le mouvement gold vous gagnez beaucoup de points.

### Types de danses
Dès la sortie du jeu un nouveau type de danse est mis en place : le mode duo où deux joueurs peuvent participer, chacun ayant une chorégraphie légèrement différente, s'ensuit les danses crew où quatre joueurs peuvent participer puis les danses on stage où trois joueurs peuvent danser avec le joueur du milieu ayant une chorégraphie changeante.
Mais il existe d'autres types de danse disponibles comme:
- Version alternative : une autre type de chorégraphie sur la même musique.
- Version extreme : des danses avec un niveau élevé.
- Version sweat : des danses fitness aérobique.
- Mashup : un mélange de danse de tous les opus pour une chorégraphie amusante.

### Just Sweat
C'est un programme de fitness personnalisé. Celui-ci permet au joueur de créer sa propre playlist qu'il pourra ensuite modifier en fonction de la difficulté de la chorégraphie, de la durée du programme et du nombre de calories qu'ils souhaitent brûler.

### Mode Showtime
Par rapport aux volets précédents, Just Dance 2016 comporte de nouveaux modes, comme le Showtime (exclusivement sur Wii U, PS4 et Xbox One) qui permet aux joueurs de créer leur propres clips vidéo.

## Système de jeu
Just dance 2016 est un jeu classé dans la catégorie dite de "danse". Le principe du jeu est d'imiter les mouvements du personnage à l'écran (un coach) comme si c'était le reflet d'un miroir. Selon la chanson, les mouvements sont plus ou moins complexes et demandent plus ou moins d'effort. Des icônes indiquant les suites de pas et de mouvements défilent en bas de l'écran. S'ils sont effectués correctement et en rythme, le joueur obtient des points de score. Certains mouvements valent sensiblement plus de points, on les reconnait aux effets lumineux autour du coach, ce sont les Gold Moves. Si la chanson choisie est une chorégraphie en duo ou en groupe, il arrive que les joueurs fassent des mouvements différents, et soient amenés à se croiser.

## Liste des titres

### Mode Classique
Le service Just Dance Unlimited, disponible sur les consoles des 7e et 8e génération, permet aux joueurs d'accéder à plus de 500 chansons issues des opus précédents, ainsi que des contenus exclusifs.
La liste ci-dessous sont les chorégraphies qui apparaissent dans Just Dance 2016, qui comprennent:
| Chanson                          | Artiste(s)                                             | Année | Mode    | Danseur(s) |
| -------------------------------- | ------------------------------------------------------ | ----- | ------- | ---------- |
| All About That Bass              | Meghan Trainor                                         | 2014  | Solo    | ♀          |
| Animals                          | Martin Garrix                                          | 2013  | Duo     | ♂/♂        |
| Balkan Blast Remix               | Angry Birds                                            | 2015  | Quatuor | ♂/♂/♂/♂    |
| Blame                            | Calvin Harris feat. John Newman                        | 2014  | Solo    | ♂          |
| Born This Way                    | Lady Gaga                                              | 2011  | Trio    | ♂/♀/♀      |
| Boys (Summertime Love)           | Sabrina (The Lemon Cubes)                              | 1987  | Trio    | ♂/♀/♂      |
| Chiwawa                          | Wanko Ni Mero Mero                                     | 2015  | Solo    | ♀          |
| Circus                           | Britney Spears                                         | 2008  | Quatuor | ♀/♀/♀/♀    |
| Cool For The Summer              | Demi Lovato                                            | 2015  | Solo    | ♀          |
| Copacabana                       | Barry Manilow (Frankie Bostello)                       | 1978  | Quatuor | ♀/♂/♀/♂    |
| Drop The Mambo                   | Diva Carmina                                           | 2015  | Solo    | ♀          |
| Fancy                            | Iggy Azalea & Charli XCX                               | 2014  | Trio    | ♀/♀/♀      |
| Fun                              | Pitbull & Chris Brown                                  | 2014  | Solo    | ♀          |
| Gibberish                        | MAX feat. Hoodie Allen                                 | 2015  | Duo     | ♀/♂        |
| Hangover (BaBaBa)                | Buraka Som Sistema                                     | 2011  | Duo     | ♀/♂        |
| Heartbeat Song                   | Kelly Clarkson                                         | 2015  | Solo    | ♀          |
| Hey Mama                         | David Guetta feat. Nicki Minaj, Afrojack et Bebe Rexha | 2015  | Trio    | ♂/♀/♂      |
| Hit The Road Jack                | Ray Charles (Charles Percy)                            | 1961  | Duo     | ♂/♀        |
| I Gotta Feeling                  | The Black Eyed Peas                                    | 2009  | Solo    | ♂          |
| I'm An Albatraoz                 | AronChupa                                              | 2014  | Solo    | ♀          |
| Ievan Polkka                     | Hatsune Miku                                           | 2007  | Solo    | ♀          |
| Irish Meadow Dance               | O'Callaghan's Orchestra                                | 2015  | Quatuor | ♂/♀/♂/♀    |
| Junto A Ti                       | Violetta                                               | 2012  | Trio    | ♀/♀/♀      |
| Kaboom Pow                       | Nikki Yanofsky                                         | 2014  | Solo    | ♀          |
| Kool Kontact                     | The Glorious Black Belts                               | 2015  | Duo     | ♂/♂        |
| Let's Groove                     | Earth, Wind & Fire (Equinox Stars)                     | 1981  | Trio    | ♂/♂/♂      |
| Lights                           | Ellie Goulding                                         | 2011  | Solo    | ♀          |
| No Control                       | One Direction                                          | 2015  | Quatuor | ♂/♂/♂/♂    |
| Rabiosa                          | Shakira & El Cata                                      | 2011  | Solo    | ♀          |
| Same Old Love                    | Selena Gomez                                           | 2015  | Trio    | ♂/♀/♂      |
| Stadium Flow                     | Imposs                                                 | 2015  | Solo    | ♂          |
| Stuck On A Feeling               | Prince Royce                                           | 2014  | Solo    | ♂          |
| Teacher                          | Nick Jonas                                             | 2014  | Solo    | ♂          |
| The Choice Is Yours              | Darius Dante Van Dijk                                  | 2015  | Solo    | ♂          |
| These Boots Are Made For Walking | Nancy Sinatra (The Girly Team)                         | 1966  | Solo    | ♀          |
| This Is How We Do                | Katy Perry                                             | 2014  | Quatuor | ♀/♀/♀/♀    |
| Under The Sea                    | From Disney's The Little Mermaid                       | 1989  | Solo    | ♀          |
| Uptown Funk                      | Mark Ronson feat. Bruno Mars                           | 2014  | Solo    | ♂/♀/♂/♀    |
| Want to Want Me                  | Jason Derulo                                           | 2015  | Solo    | ♂          |
| When The Rain Begins To Fall     | Jermaine Jackson & Pia Zadora (Sky Trucking)           | 1984  | Duo     | ♀/♂        |
| William Tell Overture            | Rossini                                                | 1829  | Duo     | ♂/♂        |
| You Never Can Tell               | Chuck Berry (A.Caveman & The Backseats)                | 1963  | Duo     | ♂/♀        |
| You're The One That I Want       | From The Movie Grease                                  | 1978  | Duo     | ♀/♂        |

### Mode Alternative
La liste ci-dessous sont les chorégraphies alternatives qui apparaissent dans Just Dance 2016, qui comprennent:
| Titre               | Chanteur                                             | Version         | Mode |
| ------------------- | ---------------------------------------------------- | --------------- | ---- |
| All About That Bass | Meghan Trainor                                       | Fleur & Abeille | Duo  |
| Animals             | Martin Garrix                                        | Extrême         | Solo |
| Born This Way       | Lady Gaga                                            | Crétin          | Solo |
| Circus              | Britney Spears                                       | Extrême         | Solo |
| Fancy               | Iggy Azalea Ft Charli XCX                            | Indien          | Solo |
| Hey Mama            | David Guetta Ft Nicki Minaj Ft Bebe Rexha & Afrojack | Geisha          | Trio |
| Hit The Road Jack   | Charles Percy                                        | Line Dance      | Trio |
| I Gotta Feeling     | The Black Eyed Peas                                  | Salle de Classe | Duo  |
| Rabiosa             | Shakira Ft El Cata                                   | Latin Fitness   | Solo |
| Teacher             | Nick Jonas                                           | Sur Voiture     | Duo  |
| This Is How We Do   | Katy Perry                                           | Aerobics        | Solo |
| Uptown Funk         | Mark Ronson Ft Bruno Mars                            | Tuxedo          | Trio |
| Want To Want Me     | Jason Derulo                                         | Danse en couple | Duo  |

### Just Dance Unlimited
Just Dance Unlimited (seulement pour Wii U, PS4 et Xbox One) est un mode du jeu où les joueurs peuvent jouer à toutes les chansons des derniers Just Dance grâce à un smartphone pendant un mois gratuit. Les titres exclusives sont :
| Titre                           | Artiste(s)               | Année | Mode    | Danseur(s) | Sortie           | Date de retrait                 |
| ------------------------------- | ------------------------ | ----- | ------- | ---------- | ---------------- | ------------------------------- |
| Cheerleader (Felix Jaehn Remix) | OMI                      | 2015  | Quatuor | ♂/♀/♂/♀    | 20 octobre 2015  | 31 mars 2025 (arrêt du service) |
| Smile                           | IOWA                     | 2012  | Solo    | ♀          | 20 octobre 2015  | 31 mars 2025 (arrêt du service) |
| Better When I'm Dancin'         | Meghan Trainor           | 2015  | Solo    | ♀          | 25 novembre 2015 | 31 mars 2025 (arrêt du service) |
| Shut Up and Dance               | Walk the Moon            | 2014  | Duo     | ♀/♂        | 20 janvier 2016  | 31 mars 2025 (arrêt du service) |
| Get Ugly                        | Jason Derulo             | 2015  | Trio    | ♀/♂/♀      | 26 février 2016  | 31 mars 2025 (arrêt du service) |
| Taste the Feeling               | Avicii ft. Conrad Sewell | 2016  | Solo    | ♂          | 10 mars 2016     | 31 mars 2025 (arrêt du service) |
| Am I Wrong                      | Nico & Vinz              | 2013  | Solo    | ♂          | 21 avril 2016    | 31 mars 2025 (arrêt du service) |
| Hold My Hand                    | Jess Glynne              | 2015  | Solo    | ♂          | 19 mai 2016      | 31 mars 2025 (arrêt du service) |
| Taste The Feeling (Alternate)   | Avicii ft. Conrad Sewell | 2016  | Solo    | ♀          | 11 juillet 2016  | 31 mars 2025 (arrêt du service) |